# Faulewand-Spitze Östliche
Il   Faulewand-Spitze Östliche     è una montagna alta 2.473 m sopra il livello del mare sita nelle Alpi dell'Algovia nello stato federale austriaco del Tirolo, in Austria. La vetta si trova nella valle Lechtal ed è' una vetta sussidiaria del Bretterspitze e sorge nella catena montuosa dell'Hornbach, che separa la valle dell'Hornbach a nord-ovest dalla valle dell'Haglertal, una valle laterale della valle del Lech a sud-est. Il paese più vicino è Häselgehr nella Lechtal. La montagna vicina a ovest è il Noppenspitze alto 2.594 m. A sud, il Sattelkarspitze forma una dorsale pronunciata che separa il Sattelkar a ovest dal Woleckleskar a est. A nord e a nord-ovest, ripide pareti rocciose precipitano nel Bretterkar.  Il rifugio di montagna più vicino è l'Hermann von Barth, situato 2 km a ovest-sudovest. e poco distante si trova la Jöchleshütte. 